# Mohnyin Thado
Cette page contient des caractères spéciaux ou non latins. S’ils s’affichent mal (▯, ?, etc.), consultez la page d’aide Unicode.
Mohnyin Thado (birman : မိုးညှင်းသတိုး, móɲ̥íɴ θədó), Mohnyinthado ou Mohnyin Mintaya (1379 – 1439) fut le huitième souverain du royaume d'Ava de 1426 à 1439. D'ethnie birmane, saopha (prince) de Mohnyin, il détrôna le roi Kale Kyetaungnyo et la reine Shin Bo-Me en 1426. Son règne marque l'apogée de la puissance d'Ava. Épuisé par la guerre de Quarante Ans (1385 – 1424) avec le royaume d'Hanthawaddy (Pégou) dans le Sud, plus d'autres conflits au long cours avec divers États Shans dans le Nord, le royaume n'était plus en mesure de s'étendre. Mohnyin Thado passa les douze années de son règne à y rétablir l'ordre. Il eut en particulier des problèmes avec Taungû, qui se révolta en 1437. Les gouverneurs des autres régions le traitèrent au mieux comme un supérieur. Hanthwaddy vint en aide à Taungû à deux reprises, en 1426 et 1437, mais les deux royaumes ne reprirent pas la guerre à grande échelle.
En 1438, Mohnyin Thado modifia le calendrier birman en retirant deux ans sur le conseil d'un astrologue de la cour. Ce changement n'eut pas le temps de s'imposer, car il mourut moins de deux ans plus tard.
Le roi Alaungpaya, fondateur de la dynastie Taungû (1752-1885) affirmait descendre de Mohnyin Thado.

## Jeunesse
Mohnyin Thado est né Myo Hla (ou Min Nansi) dans une famille de petite noblesse de la cour du roi Swasawke (1330–1400). Il descendait à la septième génération du roi Narapatisithu du royaume de Pagan, ainsi que de Kyawswa I du royaume de Pinya. Encore enfant, il reçut du roi Swasawke une petite région à l'est de Shwebo comme fief. Le roi en fit un des compagnons de ses fils Minkhaung et Theiddat, qu'il envoya dans leurs fiefs respectifs loin de la capitale. Les princes menèrent une vie de ménestrels et de danseurs de nats, un de leurs familiers jouant du tambour, un autre du cor, etc. Ils allèrent ainsi jusqu'à Taungdwingyi, puis jusqu'à l'actuel district de Minbu, où ils s'installèrent à Ngape et Padein.

## Saopha de Mohnyin
Quand Minkhaung monta sur le trône en 1400, il emmena ses compagnons à la cour. En 1406, âgé de 16 ans, Nansi participa sous les ordres du prince Minyekyawswa à l'une des plus importantes batailles de la guerre de Quarante Ans contre le royaume d'Hanthawaddy. Il se fraya un chemin jusqu'à Prome assiégée avec des chevaux chargés de riz, puis retraversa les lignes ennemies pour s'échapper. Minkhaung le récompensa de cet exploit en le nommant en 1410 saopha (prince) de l'état shan de Mohnyin,, et lui donna en mariage sa reine de cinq mois, Shin Mi-Myat, fille de Thihapate, seigneur de Taungdwin.
À Mohnyin, Nansi gagna le titre de "Mohnyin Thado" (Seigneur de Mohnyin) sous lequel il fut connu désormais. Bien que principalement d'ascendance birmane, il avait un peu de sang shan, en tant que descendant de Kyawswa I de Pinya, et réussit à gouverner Mohnyin, un état remuant qui lançait des raids contre Ava depuis des décennies. (Les mariages entre les élites de Haute-Birmanie et shan brouillaient les lignes ethniques à cette époque).

## Accession au trône d'Ava
En 1425, deux rois successifs (Thihathu et son fils de 9 ans Minhlange) furent assassinés à l'instigation de la reine Shin Bo-Me, qui mit sur le trône son amant Kale Kyetaungnyo, saopha de Kale. Mohnyin Thado refusa de se soumettre aux usurpateurs et descendit sur Ava en 1427, les obligeant à fuir. Kyetaungnyo mourut plus tard dans la jungle. La reine Bo-Me, une beauté piquante qui avait déjà été l'épouse de trois rois (Minkhaung I, Thihathu et Kale Kyetaungnyo), fut ramenée et devint une reine secondaire de Mohnyin Thado. Selon les chroniques birmanes, quand il s'enquit de sa santé au sortir de la forêt, elle répondit de manière insultante : « Je crois que je sens l'odeur d'un esclave. » Il lui fit construire une résidence dans l'enceinte du palais.

## Règne
Mohnyin Thado marque l'apogée du royaume d'Ava, bien que ce ne soit pas de son fait. Après la guerre de Quarante Ans (1385–1424) contre le royaume d'Hanthawaddy (Pégou) dans le Sud et les conflits au long cours avec les États Shans dans le Nord, le royaume n'était plus en mesure de prendre l'initiative. Contrairement à ses prédécesseurs Swasawke et Minkhaung, qui lançaient des guerres, Mohnyin Thado s'appliqua surtout à éviter que ses vassaux prennent leur indépendance. Taungdwingyi, Yamethin, Pinle, et surtout Taungû, gouvernés par des princes aussi puissants que lui, firent un peu à leur guise et le traitèrent au mieux comme leur supérieur.

### Première révolte de Taungû (1427–1428)
Il lui fut difficile de contrôler Taungû, sur laquelle il n'avait qu'une suzeraineté formelle. Lorsque Sawlu Thinkhaya, souverain de Taungû, se rendit à Ava en 1427, il fut traité par Mohnyin Thado presque comme un égal, Celui-ci essaya d'encercler le territoire de Taungû en nommant son frère gouverneur de Tharrawaddy, une région limitrophe, et en restant en bons termes avec le roi Binnya Ran I de Pégou. Malgré cela, Sawlu s'allia avec Binnya Ran, se révolta et mit le siège devant Prome. Binnya Ran souhaitait simplement occuper les forces d'Ava, et non pas déclencher à nouveau une guerre générale. Il envoya demander une princesse d'Ava pour une alliance matrimoniale. Mohnyin Thado était si furieux qu'il retint les envoyés trois mois sans leur accorder audience et qu'il fallut le dissuader de les faire tuer. Il décida finalement d'accepter l'alliance d'Hanthawaddy et accorda sa nièce au roi. Il mit fin à la rébellion de Sawlu en 1428.

### Autres régions
Mohnyin Thado n'avait guère plus d'autorité sur le reste du royaume. Les gouverneurs de Yamethin et Pinle, qui contrôlaient Kyaukse, grenier à blé de la Haute-Birmanie, se comportaient en rois. Pinle était gouverné par Minnge Kyawhtin, fils du fameux prince Minyekyawswa. En outre, les raids shans continuaient. L'état shan de Thibaw (Hsipaw) attaqua Myedu et la frontière nord du royaume dans le district de Shwebo, et l'expulsa même de son palais pendant huit mois, ne se retirant que contre le paiement d'une forte somme.

### Fuite de Shin Sawbu (1430)
En montant sur le trône, Mohnyin Thado reprit Shin Sawbu, veuve du roi Thihathu et sœur aînée du roi Binnya Ran I, au souverain de Pagan, à qui elle avait été donnée après l'assassinat de son époux. Comme il se refroidissait à son égard, Shin Sawbu songea à fuir d'Ava. En 1430, elle réussit à regagner Pégou avec l'aide de deux moines bouddhistes môns venus étudier à Ava. Son frère Binnya Ran la reçut avec de grands honneurs.

### Reliques de Ceylan
En 1430, deux moines revinrent du Sri Lanka avec cinq reliques. Le roi leur bâtit un immense monastère à trois kilomètres à l'ouest de Sagaing et un stûpa, le Yadanazedi (aujourd'hui nommé Payabyu), pour abriter les reliques.

### Deuxième révolte de Taungû (1437–1442)
Taungû se révolta à nouveau en 1437 avec l'aide de Binnya Ran. Cette fois, Ava ne réussit pas à reprendre Taungû, qui resta indépendante jusqu'en 1442.

### Modification du calendrier birman (1438)
En avril 1438, alors que le calendrier birman atteignait l'an 800, Mohnyin Thado décida de lui retirer deux ans sur le conseil d'un astrologue de la cour. Lorsque les moines l'avertirent que les rois qui altéraient le calendrier mouraient, il leur répondit « Si je dois mourir, laissez-moi mourir. On ne me traitera pas en chansons de roi effrayé par son devoir. ». Il mourut moins de deux ans plus tard, au début de 1440, et ses modifications furent annulées.
Son fils Minyekyawswa lui succéda (1440-1443). Un autre de ses fils, Narapati, fut également roi d'Ava (1443-1469).